# Baszta Lontowa w Kołobrzegu

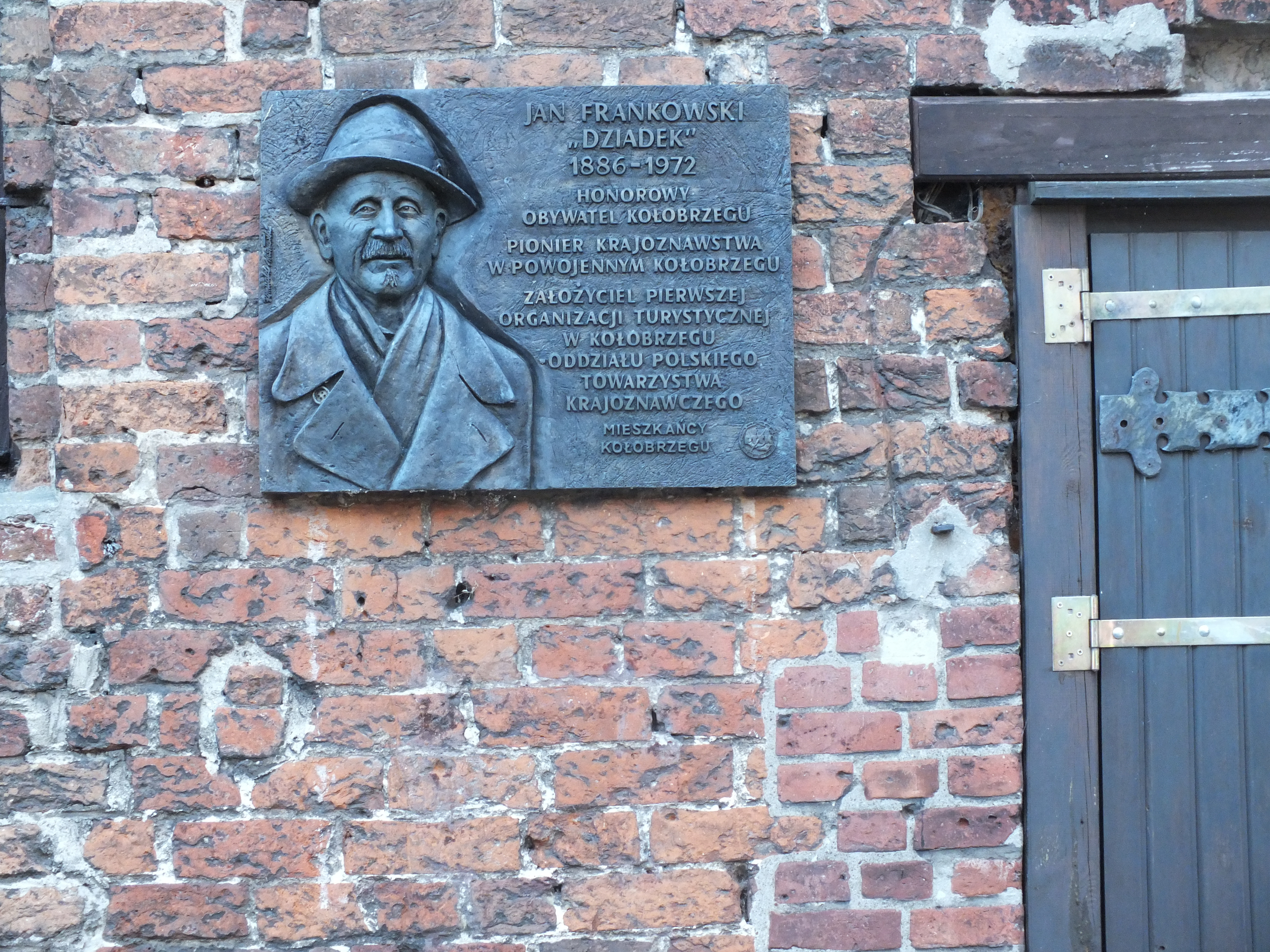
Tablica upamiętniająca honorowego obywatela Kołobrzegu, pioniera krajoznawstwa Jana Frankowskiego

Baszta Lontowa w Kołobrzegu (potocznie Baszta Prochowa) – jedna z dwóch zachowanych baszt średniowiecznych w Kołobrzegu.
Baszta Lontowa jest jedynym obiektem średniowiecznego systemu obronnego miasta, który przetrwał do dziś w całości.

## Historia
Baszta Lontowa została wzniesiona w XIV wieku i pierwotnie wchodziła w skład gotyckich murów miejskich.
Przetrwała rozbudowę bastionowych fortyfikacji Kołobrzegu w XVII i XVIII wieku oraz wyburzanie Twierdzy Kołobrzeg pod koniec XIX wieku. W czasie walk o miasto w 1945 r. nieznacznie uszkodzona. Po II wojnie światowej wskutek niepoprawnego tłumaczenia jej nazwy z języka niemieckiego została nazwana błędnie Basztą Prochową (w rzeczywistości Baszta Prochowa znajdowała się w pobliżu ulic Katedralnej i Rzecznej). Po 1945 roku jej wnętrze było wielokrotnie przebudowywane. Mieściły się w niej dom noclegowy, kawiarnia, punkt informacji turystycznej i siedziba kołobrzeskiego oddziału PTTK. W 2019 roku budynek nabyło miasto.

## Architektura
Baszta została zbudowana na planie prostokąta. Ma 4 kondygnacje i strych. Obiekt jest podpiwniczony. Dach kryty czerwoną dachówką. Elewacja jest zdobiona pięcioma pionowymi lizenami, w których znajdują się nisze okienne. Część parterowa posiada po prawej stronie portal wejściowy, z zamurowaną częścią ostrołukową, a także jest zaopatrzona w neogotyckie okno ze zdeformowanym zakończeniem gotyckim. Murowana część dachu od wschodu i zachodu posiada podobne, rytmiczne zdobienia jak elewacja frontowa, jednak widoczne są pewne zakłócenia, wynikające ze zniszczeń i przebudowy. Baszta graniczyła z fosą i była włączona w mur miejski. Od strony południowej elewacja posiada identyczne lizeny, jednak są one pozbawione okien. Zaopatrzono je jedynie w wąskie otwory strzelnicze. 